# 三好市立大野小学校
三好市立大野小学校（みよししりつ おおのしょうがっこう）は、徳島県三好市山城町大野にあった公立小学校。
2014年（平成26年）4月1日 休校になった。

## 沿革
- 2006年（平成18年） - 町村合併のため三好市立大野小学校となる。
- 2014年（平成26年）4月1日 - 休校[1]。